# 七北田川
七北田川（ななきたがわ）は、宮城県仙台市と多賀城市を流れる川である。二級水系七北田川水系の本流をなす二級河川で、延長は 40.9 km、流域面積 229.1 km源流は泉ヶ岳であり、ヒザ川と呼ばれている。旧称に冠川（かむりがわ）、神降川（かみふりがわ）、根白石川（ねのしろいしがわ）、岩切川（いわきりがわ）、今市川（いまいちがわ）があり、このうち冠川は今も用いられる。

## 冠川
江戸時代には流れる村の名に従って、七北田川、岩切川、今市川と名前が変わった。根白石川の根白石も、上流の村の名である。
冠川は地名由来ではなく、今でも周辺の仙台市立南光台中学校、七北田小学校や岩切小学校の校歌ではこの名で歌われる。地名の由来については、志波彦の神（鹽竈神社参照）が降りてきたため、神降川と呼んだのが「かむり」になったのだとしたり、その神が川を渡るときに乗っていた白馬が躓き、神が冠を落としてしまったからだという伝説がある。あるいは、川が運ぶ大量の土砂により、しばしば河口が塞がれ、その形状が冠をかぶっているように見られたことに由来するという説もある。

## 地理
宮城県仙台市泉区北西部の青葉区との境界に位置する黒鼻山の南西に延びる尾根に源を発し東に流れる。黒鼻山の北には泉ヶ岳があり、その北側から長谷倉川が南東に流れ、西側からはヒザ川が南に向かう。いずれも七北田川の支流であるが本流の上流部よりも流路は長い。ヒザ川と白木川を合わせた本流は七北田ダムに流れ込み、その下流では屏風岳を前にして向きを南東に転じ、清川と合流した長谷倉川を合わせる。
中流域では開析により北側の富谷丘陵（松島丘陵）と南側の七北田丘陵とに分ける。両岸は河岸段丘となっており、主に水田として利用されている。仙台市地下鉄南北線・八乙女駅付近では、水の森公園や丸太沢を水源とする高柳川、梅田川とのバイパス流路である仙台川、泉が丘を水源とする要害川などいくつかの川を合わせる。
下流域に当たる宮城野区の東日本旅客鉄道（JR東日本）岩切駅付近からは沖積平野である仙台平野に入り、向きを南東に変える。この辺りで多賀城市との境界を走り、途中梅田川を合わせて仙台湾に注ぐ。河口には渡り鳥が多数飛来する蒲生干潟があり、その付近で貞山運河が接続する。貞山運河は、仙台港の建設等に伴い、蒲生地区を流れていた部分は埋め立てられている。
上流部は山林である。中流域は仙台市の郊外にあたり、主に丘陵地に住宅地が広がり、河岸段丘となっている低地に水田が広がるが、泉中央周辺では河岸段丘上が市街化区域に指定されており、用途地域の指定が他の中流域低地と異なる。下流域では、両岸の自然堤防上や幹線道路沿いが市街化区域指定となっているが、その他は市街化調整区域に指定され、農地転用出来ないようになっている。

## 歴史
古代・中世には岩切を過ぎたあたりで東に折れ、現在の砂押川を合わせて現在より約4キロメートル北の七ヶ浜町湊浜付近で海に注いでいた。江戸時代初期（寛文年間）に流路変更が行なわれ、ほぼ現在の位置に河口が移った。
大量の流砂により河口の位置は不安定で、昭和初期には海に出る直前で左に直角的に曲がり、現在より約1km北で海に注いだ。蒲生干潟はその当時の河道の名残りである。その後仙台港の建設にともない、現在の直線的な河道に変更された。
江戸時代には鮭が漁業上重要で、七北田川では、寛永13年（1635年）に下流の田子村と対岸の福室村で鮭留をめぐる紛争が起きた。藩の史書によれば、この年より十余年前から田子村が鮭留を認められていたところ、藩吏の岩崎三十郎が福室村に鮭留を認めた。ここから両村の紛議がおき、岩崎は仕方よろしからずという理由で11月2日に追放され、福室村の鮭留は否定された。鮭留は鮭の遡行を妨げて獲る仕掛けで、他の場所での漁獲量に影響するため、争いが生じたのである。
主な河川災害としては、1976年（昭和51年）の大雨による洪水、1986年（昭和61年）の台風による洪水、2011年（平成23年）の津波が河川遡上した際の海嘯による洪水などがある。

## 水質
2018年（平成30年）度調査での生物化学的酸素要求量(BOD)75%値は、上流の原山橋で 0.5 mg/L以下、最下流の高砂橋で1.8 mg/Lであった。もっとも水質が悪いのは、今市橋の2.5mg/Lであった。それでも設定された環境基準類型B（3.0以下）を満たしてはいる。

## 利水
上流の七北田ダムは、仙台市と塩竈市の上水道に水を供給している。

## 支流
- ヒザ川
- 白木川
- 長谷倉川
- 八乙女川
- 萱場川
- 八沢川
- 高柳川
- 仙台川
- 要害川
- 梅田川
- 貞山堀

## 橋梁
- 橋（正式名称不明）
- 蒜但木大橋橋
- 杉の崎橋 - 宮城県道263号泉ヶ丘熊ヶ根線
- 熊の沢橋
- 冠橋 - 国道457号：根白石バイパス
- 川崎橋
- 馬橋 - 国道457号
- 根白石橋
- 町東裏橋（人道橋）
- 年川橋
- 鼻毛橋 - 宮城県道35号泉塩釜線
- 広瀬橋
- 実沢大橋
- 無串橋
- 古内大橋 - 宮城県道264号大衡仙台線
- 長渕橋
- - 東北自動車道
- 長命橋
- 古屋敷橋
- 赤生津大橋
- - 仙台市地下鉄南北線
- かむり大橋 - 宮城県道22号仙台泉線：泉中央通り
- 七北田橋
- 泉大橋 - 国道4号：仙台バイパス
- 松森橋
- 宝堰橋
- 城前大橋
- 今市橋 - 宮城県道141号今市福田線
- 岩切大橋 - 宮城県道8号仙台松島線：利府街道
- - 東北本線
- - 東北新幹線
- 田子大橋
- 宮城野大橋 - 宮城県道141号今市福田線
- - 仙石線
- 福田大橋 - 国道45号
- 高砂大橋 - 仙台東部道路、宮城県道23号仙台塩釜線
- 高砂橋 - 宮城県道10号塩釜亘理線